# Wojciech Truszkowski
Wojciech Truszkowski (ur. 10 kwietnia 1921 w Krakowie, zm. 20 czerwca 2003 tamże) – polski metalurg, profesor dr habilitowany.

## Życiorys
W latach 1959–1971 był wykładowcą na Akademii Górniczo-Hutniczej w Krakowie, a w latach 1959–1969 profesorem Instytutów Podstawowych Problemów Techniki Polskiej Akademii Nauk. Po przejściu prof. Aleksandra Krupkowskiego na emeryturę został powołany na stanowisko kierownika Zakładu, a następnie od 1969 dyrektora Instytutu Podstaw Metalurgii. Od 1965 był członkiem korespondentem, a od 1980 członkiem rzeczywistym Polskiej Akademii Nauk. Od 1989 był także członkiem czynnym Polskiej Akademii Umiejętności oraz wicedyrektor Wydziału Matematyczno-Przyrodniczego PAU w 1990. Odznaczony Srebrnym Krzyżem Zasługi (1948) oraz Krzyżem Kawalerskim Orderu Odrodzenia Polski.